# توماس أوجيه
توماس أوجيه (بالفرنسية: Thomas Oger)‏ مواليد 22 مارس 1980، هو لاعب كرة مضرب موناكي. أعلى تصنيف له في الفردي كان المركز الـ 249 في سنة 2007. أعلى تصنيف له في الزوجي كان المركز الـ 138 في سنة 2007.

## روابط خارجية
- توماس أوجيه على موقع رابطة محترفي التنس (الإنجليزية)
- توماس أوجيه على موقع الاتحاد الدولي لكرة المضرب (الإنجليزية)
- توماس أوجيه على موقع كأس ديفيز (الإنجليزية)
- توماس أوجيه على موقع خلاصة التنس.كوم (الإنجليزية)
- توماس أوجيه على موقع إي إس بي إن.كوم (الإنجليزية)